# Kristijan Heinrich Vesteburg
Kristijan Heinrich Vesteburg (rođen 1771. – umro u Zagrebu, 20. svibnja 1816.), zagrebački graditelj.
Bio je franjevac, vjerojatno podrijetlom iz Brežica. Poznat kao službeni graditelj zagrebačke biskupije, radio je za biskupa Maksimilijana Vrhovca. Najveće djelo mu je kupališni kompleks u Stubičkim Toplicama, koje su tada bile u vlasništvu biskupije. Projektirao je glavnu kupališnu zgradu, zvanu Maksimilijanovu kupelj, mali paviljon za parnu kupelj nazvan Dijanina kupelj, obje oko 1811.godine, a vjerojatno i obližnju kapelu. U Zagrebu je sagradio crkvu sv. Martina u Vlaškoj ulici. Njegova arhitektura nosi obilježja klasicističkog stila